# Bill Millin

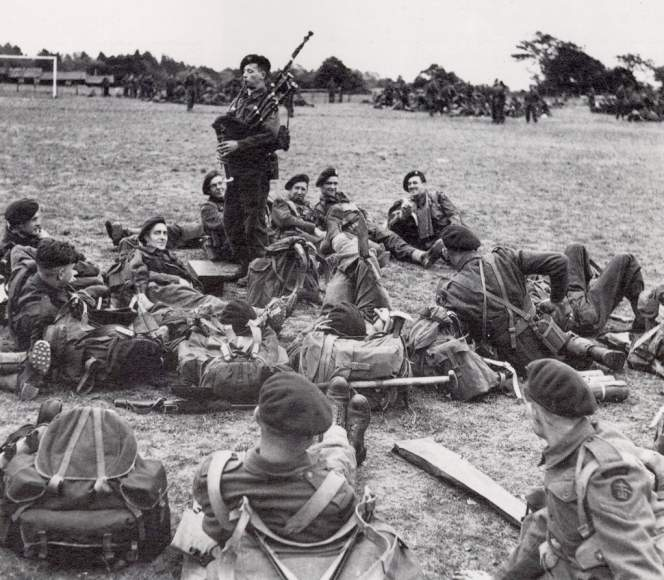
Bill Millin in actie

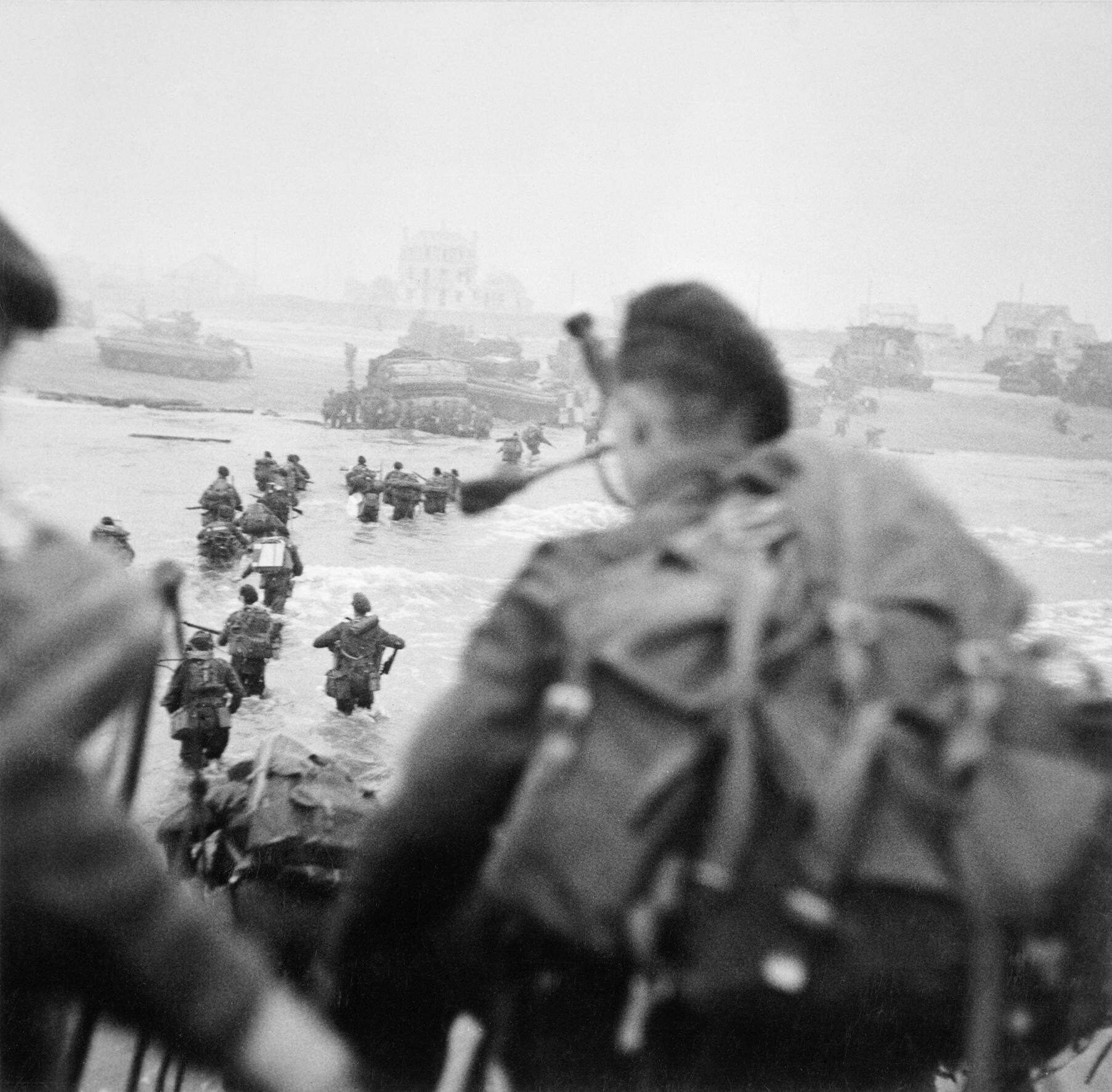
De landing op Sword Beach. Doedelzakspeler Bill Millin is te zien op de voorgrond; Lord Lovat waadt door het water, rechts van de rij soldaten

Bill Millin (14 juli 1922 - 17 augustus 2010), beter bekend als Piper Bill, was de persoonlijke doedelzakspeler van Simon Fraser, 15e Lord Lovat, commandant van de 1e Special Service Brigade op D-Day.
Millin is het meest bekend geworden als een van de weinige doedelzakspelers die ook daadwerkelijk speelde tijdens een slag in de Tweede Wereldoorlog. Doedelzakken werden algemeen gebruikt tijdens veldslagen door Schotse en Ierse soldaten. Het Britse leger verordonneerde echter dat de doedelzak alleen bespeeld mocht worden in de achterhoede. Lord Lovat negeerde deze orders en gaf Millin opdracht te spelen tijdens de slag teneinde het moreel op te vijzelen. Millin, toen 21 jaar oud, speelde "Hielan' Laddie" en "The Road to the Isles" tijdens de landing op Sword Beach. Hij bespeelde het instrument ook bij de begrafenis van Lord Lovat.
Later speelde hij ook tijdens de tocht naar de Pegasusbrug. Deze actie is verfilmd in de film The Longest Day uit 1962. Millin werd daarin gespeeld door "Pipe Major" Leslie de Laspee, in 1961 de officiële doedelzakspeler van de toenmalige Koningin-Moeder. Zijn doedelzak wordt bewaard in het Mémorial Pegasus te Ranville.